# Bắc Trung Bộ

Vị trí vùng Bắc Trung Bộ trên bản đồ Việt Nam

Bắc Trung Bộ là phần phía bắc của Trung Bộ Việt Nam từ Thanh Hóa tới phía bắc Đèo Hải Vân. Vùng Bắc Trung Bộ là một trong 6 vùng kinh tế được Chính phủ giao lập quy hoạch tổng thể kinh tế xã hội. Tùy vào ngữ cảnh, một phần của nó cùng với vùng Bắc Bộ được gọi chung là miền Bắc Việt Nam.
Về mặt quốc phòng thì các tỉnh này do Bộ Tư lệnh, Quân khu 4 trách nhiệm và quản lý.
Bắc Trung Bộ là một bộ phận lãnh thổ của vùng Bắc Trung Bộ và Duyên hải miền Trung. Đây là khu vực có điều kiện tự nhiên và tài nguyên thiên nhiên phong phú, văn hóa đa dạng.

## Địa lý

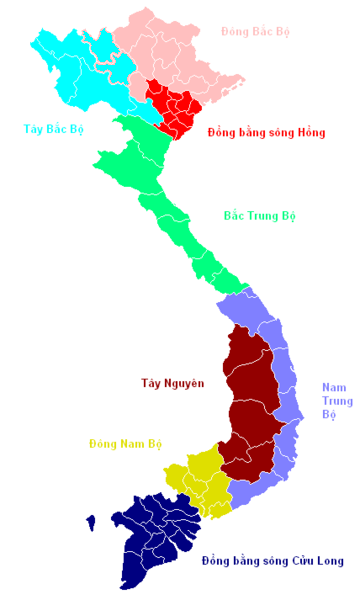
Các vùng miền và lãnh thổ của Việt Nam

Bắc Trung Bộ nằm kề bên vùng Kinh tế trọng điểm Bắc bộ và vùng Kinh tế trọng điểm miền Trung, trên trục giao thông Bắc Nam về đường sắt, bộ; nhiều đường ô tô hướng Tây Đông gồm các quốc lộ chính: 7, 8, 9 và các quốc lộ phụ: 46, 47, 48 và 49 nối Lào với Biển Đông. Có hệ thống sân bay (sân bay Thọ Xuân, sân bay Vinh, sân bay Đồng Hới, sân bay Phú Bài và các bến cảng (Nghi Sơn, Cửa Lò, Cửa Hội, Sơn Dương - Vũng Áng, Nhật Lệ, Hòn La, Chân Mây...) có các đầm phá thuận lợi cho việc nuôi trồng thủy hải sản, là trung tâm du lịch quan trọng của đất nước (động Phong Nha-Kẻ Bàng, Cố đô Huế...) tạo điều kiện cho viêc giao lưu kinh tế giữa Việt Nam và các nước Lào, Myanmar, Thái Lan,...
Lãnh thổ kéo dài, hành lang hẹp, kéo dài từ dãy Tam Điệp ở phía bắc tới dãy Bạch Mã ở phía nam. Phía bắc giáp trung du và miền núi bắc bộ, đồng bằng sông Hồng; phía nam giáp duyên hải Nam Trung Bộ; phía tây giáp dãy Trường Sơn và Lào; phía đông là biển Đông (Vịnh Bắc Bộ) cả trung du và miền núi, hải đảo dọc suốt lãnh thổ, có thể hình thành cơ cấu kinh tế đa dạng phong phú. Địa hình phân dị phức tạp, thời tiết khắc nghiệt, nhiều biến động, cần phải lợi dụng hợp lý. Nhiều vũng nước sâu và cửa sông có thể hình thành cảng lớn nhỏ phục vụ việc giao lưu trao đổi hàng hoá giữa các tỉnh trong vùng, với các vùng trong nước và quốc tế.
Về mặt hành chính, Bắc Trung Bộ hiện nay bao gồm 6 tỉnh, thành phố với diện tích 51.452,4 km2 (tỷ lệ 15,5% so với tổng diện tích cả nước) với 11.113.718 người (tỷ lệ 11,3% so với tổng dân số cả nước), bình quân 216 người/km2.

## Các tỉnh thành của Bắc Trung Bộ
| STT       | Tên       | Trung tâm hành chính | Diện tích (km²) | Dân số (người) | Mật độ (người/km²) | Hành chính | Hành chính | Hành chính | Biển số xe | Mã vùng ĐT |
| STT       | Tên       | Trung tâm hành chính | Diện tích (km²) | Dân số (người) | Mật độ (người/km²) | Phường     | Xã         | Đặc khu    | Biển số xe | Mã vùng ĐT |
| --------- | --------- | -------------------- | --------------- | -------------- | ------------------ | ---------- | ---------- | ---------- | ---------- | ---------- |
| 1         | Huế       | Thuận Hóa            | 4.947,11        | 1.432.986      | 289                | 21         | 19         | 0          | 75         | 234        |
| 2         | Thanh Hóa | Hạc Thành            | 11.114,71       | 4.324.783      | 389                | 19         | 147        | 0          | 36         | 237        |
| 3         | Nghệ An   | Trường Vinh          | 16.486,50       | 3.831.694      | 232                | 11         | 119        | 0          | 37         | 238        |
| 4         | Hà Tĩnh   | Thành Sen            | 5.994,45        | 1.622.901      | 270                | 9          | 60         | 0          | 38         | 239        |
| 5         | Quảng Trị | Đồng Hới             | 12.700,00       | 1.870.845      | 147                | 8          | 69         | 1          | 73, 74     | 233        |
| Toàn vùng | Toàn vùng | Toàn vùng            | 51.242,77       | 13.083.209     | 255                | 68         | 414        | 1          |            |            |

Trong suốt thời kỳ từ đầu năm 1945 cho đến năm 1994, toàn vùng Bắc Trung Bộ chỉ có hai thành phố là Vinh và Huế. Từ năm 1994 đến nay, lần lượt các thị xã được nâng cấp trở thành các thành phố trực thuộc tỉnh.
Các Thành phố Đã Không còn tồn tại từ 1945
- Thành phố Huế: lập ngày 21 tháng 12 năm 1945 theo Sắc lệnh của Chủ tịch Chính phủ lâm thời Việt Nam, trở thành thành phố trực thuộc trung ương vào ngày 1 tháng 1 năm 2025
- Thành phố Vinh: lập ngày 10 tháng 10 năm 1963 theo Quyết định của Hội đồng Chính phủ

Các thành phố đã không tồn tại từ năm 1994 đến nay:
- Thành phố Thanh Hóa: lập ngày 01 tháng 5 năm 1994 theo Nghị định số 37-CP[2]
- Thành phố Đồng Hới: lập ngày 16 tháng 8 năm 2004 theo Nghị định số 156/2004/NĐ-CP[3]
- Thành phố Hà Tĩnh: lập ngày 28 tháng 5 năm 2007 theo Nghị định số 89/2007/NĐ-CP[4]
- Thành phố Đông Hà: lập ngày 11 tháng 8 năm 2009 theo Nghị định số 33/NQ-CP[5]
- Thành phố Sầm Sơn: lập ngày 19 tháng 4 năm 2017 theo nghị quyết số 368/NQ-UBTVQH14[6]

Hiện nay, ở vùng Bắc Trung Bộ có 6 phường là: Thuận Hóa (trực thuộc trung ương Thành phố Huế), Phường Hạc Thành (thuộc tỉnh Thanh Hóa), Phường Trường Vinh(thuộc tỉnh Nghệ An). Các thành phố là đô thị loại II: Phường Thành Sen (thuộc tỉnh Hà Tĩnh), Phường Đông Hà và Nam Đông Hà (thuộc tỉnh Quảng Trị). Các Phường còn lại hiện nay đều là các đơn vị hành chính cấp hai trực thuộc tỉnh.

## Đô thị
Tính đến ngày 1 tháng 1 năm 2025, vùng Bắc Trung Bộ có: 
- 1 thành phố đô thị loại I trực thuộc trung ương: Huế.
- 2 thành phố đô thị loại I trực thuộc tỉnh: Thanh Hóa, Vinh.
- 3 thành phố đô thị loại II gồm 3 thành phố trực thuộc tỉnh: Hà Tĩnh, Đồng Hới, Đông Hà.
- 3 đô thị loại III gồm 1 thành phố trực thuộc tỉnh: Sầm Sơn và 2 thị xã: Bỉm Sơn, Kỳ Anh.
- 15 đô thị loại IV gồm 9 thị xã: Nghi Sơn, Thái Hòa, Hoàng Mai, Hồng Lĩnh, Ba Đồn, Quảng Trị, Hương Trà, Hương Thủy, Phong Điền và 6 thị trấn: Lam Sơn, Sao Vàng, Ngọc Lặc, Nghèn, Hoàn Lão, Kiến Giang.

## Lịch sử - An ninh - Quốc phòng
Địa bàn Bắc Trung Bộ Việt Nam có vị trí chiến lược hết sức quan trọng trong việc chiến đấu, phòng thủ quốc gia, bảo vệ toàn vẹn lãnh thổ Việt Nam trong lịch sử. Từ xa xưa đây đã từng là chốn "biên thùy", là "phên giậu", là nơi xuất phát của nhiều cuộc khởi nghĩa chiến tranh giữ nước của dân tộc Việt Nam. 
- Thời 1000 năm bắc thuộc, nơi đây đã hình thành nên các cuộc khởi nghĩa chống giặc ngoại xâm phong kiến Trung Hoa.
- Năm 248, bà Triệu Thị Trinh quê ở vùng núi Quan Yên, nay là Yên Thôn, Định Tiến, Yên Định, Thanh Hóa đánh tan quân Đông Ngô do Lục Dận chỉ huy.  Lục Dận đem 6.000 quân sang Giao Châu. Lục Dận huy động thêm lực lượng lớn vừa đánh, vừa mua chuộc, chia rẽ nghĩa quân. Cuộc khởi nghĩa bị đàn áp. Bà Triệu hi sinh trên núi Tùng (Phú Điền - Hậu Lộc - Thanh Hóa).
- Lý Bí vốn là Giám quân ở Đức Châu (tức vùng Đức Thọ, Hà Tĩnh) đã liên kết với hào kiệt mấy châu mưu việc đánh đuổi thứ sử Tiêu Tư nhà Lương. Cuộc kháng chiến thành công và Lý Bí đã lập nên nhà Tiền Lý năm 542.
- Năm Nhâm Tuất (722) tức năm Khai Nguyên thứ mười, đời Đường Huyền Tông ở Trung Hoa, Mai Thúc Loan đã dựng cờ khởi nghĩa ở Hoan Châu, đánh đuổi quân đô hộ nhà Đường. Ông đã cho xây dựng kinh đô Vạn An ở Nam Đàn, Nghệ An ngày nay.
- Năm 931, Dương Đình Nghệ ra quân từ Ái châu, đánh đuổi thứ sử Lý Tiến của nước Nam Hán. Lý Tiến bỏ chạy, Dương Đình Nghệ giải phóng thành Đại La.
- Năm 938, Ngô Quyền vốn là người cai quản Ái châu, đã tập hợp lực lượng hào kiệt trong nước tiến ra bắc, hạ thành Đại La, tiêu diệt Kiều Công Tiễn. Sau đó, ông chỉ huy trận Bạch Đằng, đánh bại quân Nam Hán, giết chết Hoằng Thao, mở đầu thời kỳ độc lập tự chủ của dân tộc Việt Nam.
- Thời nhà Trần, khi quân Nguyên xâm lược nước Đại Việt, vua Trần Nhân Tông đã từng nói:

"Cối Kê cựu sự quân tu ký
Hoan Diễn do tồn thập vạn binh."
- Khi nhà Hồ, nước Đại Ngu bị quân Minh xâm lược, thì địa bàn Thanh Hóa, Thuận Hóa, Nghệ An châu là nơi hình thành các cuộc chiến đấu, khôi phục chủ quyền quốc gia của các vua nhà Hậu Trần.
- Khi Lê Lợi dựng cờ khởi nghĩa, đánh đuổi quân Minh, thì vùng Thanh Hóa, Nghệ An, Hà Tĩnh là địa bàn chiến lược, là hậu phương vững chắc giúp cho nhà Lê làm nên nghiệp lớn.
- Khi Quang Trung lên ngôi Hoàng đế ở Phú Xuân, thì vùng Bắc Trung Bộ là nơi cung cấp nhân tài, nhân lực, vật lực để ông xây dựng và củng cố quân đội "thiện chiến, thần tốc" và làm nên Chiến thắng Kỷ Dậu (1789), quét sạch 20 vạn quân Thanh.
- Cuối thế kỷ 19, thực dân Pháp xâm lược Việt Nam, triều đình nhà Nguyễn suy yếu phải nhượng bộ nhiều chính sách bất lợi cho dân tộc. Ở Bắc Trung Bộ là nơi phát tích nhiều cuộc nội dậy, khởi nghĩa chống Pháp, tiêu biểu là cuộc khởi nghĩa Hương Khê do Phan Đình Phùng lãnh đạo ở Hà Tĩnh và đặc biệt là khởi nghĩa Ba Đình ở Thanh Hóa - đỉnh cao của phong trào Cần Vương cuối thế kỷ 19.
- Qua hai cuộc kháng chiến chống thực dân Pháp và đế quốc Mỹ, khu vực Bắc Trung Bộ vừa là tiền tuyến, vừa là hậu phương vững chắc.
- Hiện nay Quân khu 4 đảm nhiệm chức năng quản lý nhà nước về mặt quốc phòng trên địa bàn 6 tỉnh Bắc Trung Bộ, vừa tập trung xây dựng nền quốc phòng toàn dân, vừa thực hiện nhiệm vụ lãnh đạo, chỉ huy xây dựng các lực lượng vũ trang vững mạnh toàn diện, đáp ứng với yêu cầu chiến đấu và sẵn sàng chiến đấu trong mọi tình huống.

## Dân cư
Bắc Trung Bộ là nơi cư trú của 25 dân tộc khác nhau (Thái, Mường, Tày, Mông, Bru - Vân Kiều) sống ở Trường Sơn. Phân bố không đều từ đông sang tây. Người Kinh sinh sống chủ yếu ở đồng bằng ven biển phía đông.

## Kinh tế

Một góc Vinh, trung tâm kinh tế của khu vực Bắc Trung Bộ.

### Công nghiệp
Bắc Trung Bộ có nhiều khoáng sản quý, đặc biệt là đá vôi nên có điều kiện phát triển ngành khai thác khoáng và sản xuất vật liệu xây dưng. Đây là ngành quan trọng nhất của vùng
Ngoài ra vùng còn có các ngành khác như chế biến gỗ, cơ khí, dệt may, chế biến thực phẩm phân bố không đồng đều. Các trung tâm có nhiều ngành công nghiệp: Thanh Hóa, Vinh, Huế với quy mô vừa và nhỏ
Cơ sở hạ tầng, công nghệ, thiết bị, nhiên liệu cũng đang được cải thiện. Cung ứng được nhiên liệu, năng lượng. Hiện nay Thanh Hóa là tỉnh có Giá trị sản xuất công nghiệp lớn nhất vùng.

### Nông nghiệp
Vùng đồi trước núi:
- Có nhiều thuận lợi cho việc chăn nuôi gia súc: số lượng trâu có (750 nghìn con chiếm 1/4 cả nước). Đàn bò (1,1 triệu con chiếm 1/5 đàn bò cả nước)
- Vùng này còn thuận lợi cho việc trồng các cây công nghiệp lâu năm, đã hình thành các khu chuyên canh cây công nghiệp như: mía (Thanh Hóa), chè (Nghệ An), cao su (Quảng Bình), hồ tiêu (Quảng Bình)....thái bình.

Vùng đồng bằng hẹp ven biển:
- Trừ đồng bằng Thanh Hóa có diện tích sản xuất và sản lượng lương thực lớn nhất miền Bắc, miền Trung và miền Đông Nam Bộ, thổ nhưỡng của các tỉnh còn lại chủ yếu là đất feralit và đất pha cát, không phù hợp trồng cây lúa mà thích hợp với các cây công nghiệp hàng năm: thuốc lá, lạc,vừng....
- Đã hình thành được các vùng chuyên canh cây công nghiệp và thâm canh lúa.
- Lương thực đầu người còn thấp: 348 kg/ người

###### Thủy sản
- Tuy không có các bãi cá lớn, nổi tiếng, nhưng các tỉnh Bắc Trung Bộ đều có khả năng phát triển nghề cá biển.
- Nghệ An là tỉnh trọng điểm nghề cá của Bắc Trung Bộ.
- Phần lớn tàu thuyền có công suất nhỏ, đánh bắt ven bờ là chính, nên ở nhiều nơi nguồn lợi thủy sản có nguy cơ giảm rõ rệt.
- Hiện nay, việc nuôi thủy sản nước lợ, nước mặn được phát triển khá mạnh, đang làm thay đổi khá rõ nét cơ cấu kinh tế nông thôn ven biển.

### Dịch vụ
Bắc Trung Bộ có rất nhiều cửa khẩu biên giới giữa Việt - Lào: A Dớt, Cầu Treo, Cha Lo, Lao Bảo. Có bờ biển dài tạo điều kiện cho các tàu buôn hàng hóa nước ngoài xuất nhập khẩu và các tàu chở khách du lịch nước ngoài vào nước ta. Du lịch đang trên đà phát triển. Số lượng khách du lịch đang tăng lên mỗi ngày. Việc phát triển ngành dịch vụ đang được chú trọng, đặc biệt là ngành giao thông vận tải và thông tin liên lạc.

## Văn hóa
Theo hệ thống phân vùng địa lý Việt Nam, Bắc Trung Bộ là khu vực chuyển tiếp giữa Bắc Bộ và Nam Trung Bộ. Lịch sử cho thấy cư dân nơi đây có nguồn gốc chủ yếu là người Thanh- Nghệ- Tĩnh thiên di vào Bình Trị Thiên từ thời Lý- Trần- Lê. Do đó, mối quan hệ của người Việt nơi đây liên quan, gắn bó với các sinh hoạt văn hoá dân gian nói chung.
Hò sông nước Bắc Trung Bộ là sản phẩm tinh thần, biểu hiện sự cố kết của cộng đồng người Việt. Những là điệu hò đặc trưng của vùng này là:
- Hò sông Mã - Thanh Hoá
- Hò ví giặm - Nghệ Tĩnh
- Hò khoan - Quảng Bình, Quảng Trị.
- Hò mái nhì - Quảng Trị.
- Hò mái nhì Trị Thiên và hò Huế

Bắc Trung Bộ là một trong những trung tâm văn hóa quan trọng của Việt Nam, là nơi có 4 di sản văn hóa thế giới: Thành nhà Hồ - Thanh Hóa, Vườn quốc gia Phong Nha - Kẻ Bàng, Quần thể di tích cố đô Huế, Nhã nhạc cung đình Huế. Bắc Trung Bộ cũng là nơi sinh ra nhiều anh hùng dân tộc, danh nhân văn hóa, chính trị Việt Nam như: Triệu Thị Trinh, Mai Thúc Loan, Dương Đình Nghệ, Hồ Quý Ly, Lê Lợi, Nguyễn Hoàng, Quang Trung, Nguyễn Du, Phan Bội Châu, Hồ Chí Minh,Trần Phú, Lê Hồng Phong, Hà Huy Tập, Võ Nguyên Giáp, Lê Duẩn, Lê Khả Phiêu, Lê Đức Anh,... các vua chúa của nhà Hồ, nhà Hậu Lê, chúa Trịnh, chúa Nguyễn, nhà Nguyễn,...

## Danh lam thắng cảnh

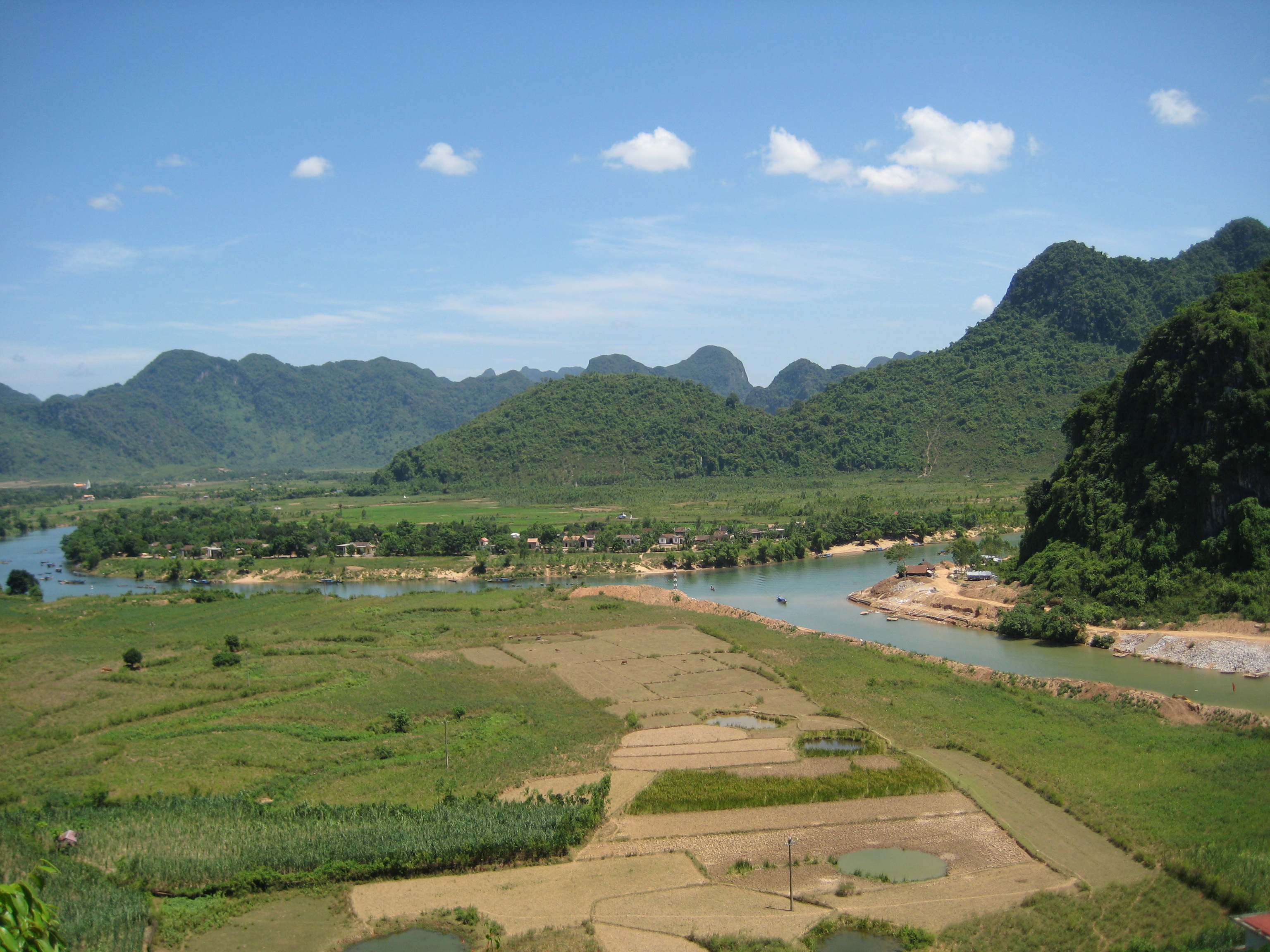

Bắc Trung Bộ là nơi có nhiều bãi biển đẹp như: Bãi biển Sầm Sơn, Bãi biển Hải Tiến, Bãi biển Hải Hòa, Bãi biển Cửa Lò, Bãi biển Thiên Cầm, Bãi biển Nhật Lệ, Bãi biển Cửa Tùng, Bãi biển Thuận An, Lăng Cô.
Khu vực này có các vườn quốc gia: Vườn quốc gia Bến En (Thanh Hóa), Vườn quốc gia Pù Mát(Nghệ An), Vườn quốc gia Vũ Quang(Hà Tĩnh), Vườn quốc gia Phong Nha - Kẻ Bàng(Quảng Trị), Vườn quốc gia Bạch Mã(Huế).

## Giao thông vận tải
- Đường bộ và đường sắt: Quốc lộ 1, Quốc lộ 7A, Quốc lộ 8, Quốc lộ 9, Đường Hồ Chí Minh và Đường sắt Bắc - Nam
- Đường hàng không: Sân bay Thọ Xuân, Sân bay quốc tế Vinh, Sân bay Đồng Hới, Sân bay quốc tế Phú Bài.
- Cảng lớn: Cảng Nghi Sơn, cảng Vũng Áng, cảng Cửa Lò, cảng Chân Mây.